# Cebes
Cebes (em grego:  Κεβης; ca. 430 a.C. — 350 a.C.) foi um filósofo grego de Tebas, discípulo de Sócrates e Filolau de Crotona, citado no Fédon de Platão. Um trabalho, conhecido como o Pinax (Πίναξ) ou Tabua, atribuído a Cebes ainda sobrevive, mas acredita-se ser uma composição de um autor pseudônimo do 1º ou 2º século d.C.

## Vida
Cebes era discípulo de Sócrates e Filolau e amigo de Simias de Tebas. Ele é um dos oradores do Fédon de Platão, no qual é representado como um buscador fervoroso da virtude e da verdade, perspicaz nos argumentos e cauteloso nas decisões. Xenofonte diz que ele era um membro do círculo íntimo de Sócrates, e um visitante frequente as heteras, Theodote, em Atenas. Ele também é mencionado por Platão no Crito e na Epístola XIII.
Três diálogos, o Hebdome, o Phrynichus e o Pinax ou Tabula, são atribuídos a ele pelo Suda e Diógenes Laërtius. Os dois primeiros estão perdidos e a maioria dos estudiosos nega a autenticidade da Tabula com base em anacronismos materiais e verbais.

## ATabua de Cebes
A Tabua de Cebes é provavelmente de um autor pseudônimo do primeiro ou segundo século. A obra professa ser uma interpretação de uma imagem alegórica de uma tábua na qual toda a vida humana com seus perigos e tentações foi simbolicamente representada, e que se diz ter sido dedicada por alguém no templo de Cronos em Atenas ou Tebas. O autor apresenta alguns jovens contemplando a tabuinha, e um homem idoso que caminha entre eles se compromete a explicar seu significado. Pretende-se mostrar que somente o desenvolvimento adequado de nossa mente e a posse de verdadeiras virtudes podem nos tornar verdadeiramente felizes. O autor desenvolve a teoria platônica da pré-existência, e mostra que a verdadeira educação consiste não na mera erudição, mas sim na formação do caráter. Paralelos são muitas vezes feita entre este trabalho e John Bunyan de O Peregrino.
A Tábua foi amplamente traduzida tanto para as línguas europeias como para o árabe (a última versão publicada com o texto grego e a tradução latina de Claudius Salmasius em 1640). Muitas vezes foi impresso junto com o Enchiridion de Epicteto. Edições separadas foram publicadas por CS Jerram (com introdução e notas, 1878), Karl Praechter (1893) e muitos outros. Uma tradução e comentário em inglês de John T. Fitzgerald e L. Michael White foi publicado em 1983.